# 小行星3682
小行星3682（英語：3682 Welther）是一颗围绕太阳公转的小行星。1923年7月12日，卡尔·威廉·雷睦斯在海德堡发现了此天体。
这颗小行星的绝对星等为113.7651532543136等。